# 新疆侵攻
新疆侵攻は、国共内戦最終盤に起きた中国共産党による新疆への軍事展開。現地で勢力を保っていた国民党軍は主に政治的な手段を通じて降伏することとなり、降伏後人民解放軍がすばやく新疆内に展開した。中華人民共和国においては新疆和平解放と呼ばれている。
当時、新疆は、1944年にソビエト連邦がイリ事変での新疆北東三区を支援したことによって国民党と旧第二次東トルキスタン共和国(ETR)の首脳からなる迪化(現在のウルムチ)の新疆省連合政府に支配されていた。新疆省連合政府は1946年から1947年まで続き、1947年5月に崩壊してからは旧ETRの勢力がイリ地方に退去して三区を実効支配した。
1949年の晩夏、人民解放軍は甘粛省の河西回廊に進み、新疆に圧力をかけた。1949年の秋、共産党勢力は国民党と三区との間で新疆の政治的主導権に関して個別の合意に達した。中国共産党は国民党の地方政府と軍を説得し、ソビエト連邦は旧ETRの首脳が共産党に加盟するように誘導した。旧ETRの首脳の数人は中国人民政治協商会議に参加するため北京へ向かった飛行機の墜落により死亡したとされ、残りの旧ETRの指導者は新しく成立した中華人民共和国への三区自治の編入に合意した。彼らは降伏した国民党将官と共に中華人民共和国政府の要職につけられた。
このように中国共産党の新疆への勢力圏拡大は主に政治的な方法によって下準備が行われた。人民解放軍は1949年10月に新疆に展開し、広大な地域を1950年春までに占領した。ユルバース・カーンやオスマン・バティルによって僅かに抵抗活動が行われたが、双方とも共産党軍に敗れた。

## 三区の合意

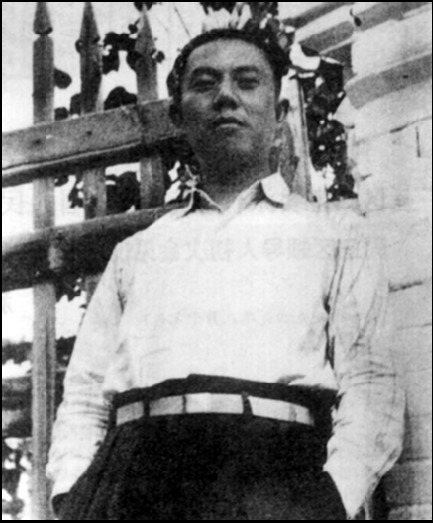
鄧力群，中共の交渉代表

当初イリハン・トレに率いられていた第二トルキスタン共和国は、イリ事変の最中の1944年11月にソ連の支援によって新疆北西の三区に設立された。。トレはソビエト連邦で1946年に行方不明になり、ソ連以前の新疆トゥルク人民国家自由委員会(Sinkiang Turkic People's National Liberation Committee )の議長であったアフメトジャン・カスィミはソ連の支援の下、中国国民党の指導者である張治中と迪化での連合政府樹立の政治的合意に到達した。ETRは名目的に解散されたが、三区の自治は維持された。カスィミは連合政府の副議長になった。中華民国はイリ事変の間、ETRとソ連に対する衝突を継続し、北塔山事件ではソ連とモンゴル人民共和国の連合軍と戦った。カザフ人リーダーオスマン・バティルとETRのカザフ人はETR勢力から離反し中華民国側へつき、ソ連とETRと戦うようになった。
1949年8月19日、中国共産党の指導者毛沢東は三区の首脳に電報を送り、北京の中国人民政治協商会議開会に出席するように招いた。8月22日、5人の首脳カスィミ、アブドゥルキリム・アバソフ、イスハクベグ・モノノフ、Luo Zhi、デレリカン・スグルバヨフらはソ連の飛行機に乗り、アルマタイで国境を越えチタへ向かっていたが、バイカル湖近郊で謎の航空事故にあい消息を絶った。
9月3日、セイプディン・エズィズィなど三人のETR首脳が鉄道で北京を訪れ、エズィズィはソ連大使から航空機事故の一報を聞いており、鄧力群にその旨を伝えたが、死は公表されなかった。アズィズィと残った三区の代表者は中華人民共和国への参加に合意し、それは10月1日に決まった。他のETA首脳の死は人民解放軍による北部新疆の占領が完了する12月まで公表されず、三区の兵力（東トルキスタン共和国民族軍）は人民解放軍の軍事力として再編された。
共産主義であったETR指導者のいくらかは中国共産党への参加を拒否され、インドへ逃れそこからトルコへと向かった。

## 国民党の合意
9月25日、国民党の将官であった陶峙岳と国民党の政治家であったブルハン・シャヒディは新疆での国民党勢力の共産党勢力への降伏を宣言した。10月12日には人民解放軍が新疆に展開、新疆にいた他の多くの国民党将官はサラール族のムスリム系将軍韓有文のように中国共産党の人民解放軍へと鞍替えを行った。彼らは新疆の将官として人民解放軍で働き続けた。
いくらかの国民党の政治家や将官は共産党に降伏せずに台湾やトルコへと渡った。馬呈祥はインドから台湾へと渡った。ムハンマド・エミン・ボグラやエイサ・ユスプ・アルプテキンはトルコへ逃れた。マスード・サブリは共産党側につかまり1952年に死去した。

## 僅かな反抗
唯一組織された反抗組織はオスマン・バティルのカザフ民兵と、ユルバース・カーンの白系ロシアと回族の民兵団であった。バティルは国民党に忠誠を誓ったため1951年に処刑された。ユルバース・カーンは人民解放軍勢力と伊吾の戦いで戦闘を行ったが敗北し見捨てられ、彼に協力しなかったダライ・ラマの勢力を避けながらチベットを通って逃げ伸び、インドを通って台湾へと渡り、中華民国体制に参加した。中国共産党の新疆ウイグル自治区は中華民国時代の新疆省に変えて1955年10月1日に設置された。

## 航空機事故
中華人民共和国では5人のETR指導者が1949年に航空機事故で死亡しており、国民党政権と戦った英雄として記憶されている。遺骨は1950年4月に中国に返却され、後にイリの英雄記憶墓地に改葬された。墓地は毛沢東が揮毫した中国人民の革命への彼らの貢献を賞賛した石碑がある。

## 註
1. 1 2  Starr 2004: 86
2. ↑  Sinkiang and Sino-Soviet Relations
3. 1 2  Mark Dickens, "The Soviets in Xinjiang 1911-1949" Last Accessed 2010-11-14
4. ↑  Benson 1990:63, 70
5. ↑  Benson 1990:84, 101
6. ↑  (Chinese) "历史资料：新疆和平解放" Accessed 2010-11-08
7. ↑  Donald H. McMillen, Chinese Communist Power and Policy in Xinjiang, 1949-1977 (Boulder, Colorado:Westview Press, 1979), p. 30
8. ↑  Opposition politique, nationalisme et islam chez les Ouïghours du Xinjiang Rémi Castets
9. ↑  Aysa Beg fled to Turkey.Uighur militants - Committee for Eastern Turkistan
10. 1 2 3  (Chinese) "三区革命烈士陵园（三区革命历史纪念馆）：伊宁市”  人民网 Archived 2015年4月2日, at the Wayback Machine. 2008-10-18

## 参照
- Benson, Linda (1990). The Ili Rebellion: the Moslem challenge to Chinese authority in Xinjiang, 1944-1949. M.E. Sharpe. ISBN 0-87332-509-5
- Starr, Frederick (1985). “Chapter 3. Political History and Strategies of Control, 1884-1978 James A. Millward and Nabijan Tursun”. Xinjiang: China's Muslim borderland. Armonk: M.E. Sharpe. ISBN 978-0-7656-1317-2